# Lolita Magazine
Lolita Magazine foi uma revista mensal de pornografia infantil editada por Joop Wilhelmus e publicada nos Países Baixos entre 1970 e 1987 aproveitando uma brecha legal da época que permitia a venda e distribuição deste tipo de produções. Com o endurecimento das leis sobre pornografia infantil na Europa, a revista deixou de ser publicada. Foi uma das publicações mais populares e vendidas do gênero. Hoje em dia a sua posse crime é ilegal em muitos países.
Entre os seus conteúdos Lolita Magazine oferecia de simples nus infantis até cenas de sexo explícito, tanto de incesto quanto de atos sexuais com menores de idade, bem como anúncios e fotografias de leitores.